# Junko Ishida
Pour les articles homonymes, voir Ishida.
Junko Ishida (石田 順子, Ishida Junko), née le 11 mars 1966, est une joueuse internationale de football japonaise.

## Biographie
Le 7 juin 1981, elle fait ses débuts avec l'équipe nationale japonaise lors de la Coupe d'Asie, contre l'équipe de Taipei chinois. 
Elle compte trois sélections en équipe nationale du Japon.

## Statistiques
Le tableau ci-dessous présente les statistiques de Junko Ishida en équipe nationale :
| Équipe du Japon | Équipe du Japon | Équipe du Japon |
| Année           | Matchs          | Buts            |
| --------------- | --------------- | --------------- |
| 1981            | 3               | 0               |
| Total           | 3               | 0               |